# يوسف زيرام
يوسف زيرام هو كاتب وناشط وصحفي جزائري.
يوسف زيرام هو كاتب، شاعر، وروائي جزائري يكتب باللغة الفرنسية. وُلد في 16 أغسطس 1964 في أكفادو، الجزائر. حصل على شهادة في الهندسة البترولية من المعهد الجزائري للبترول في بومرداس، وعمل لفترة وجيزة في القطاع الصناعي قبل أن ينتقل إلى الصحافة بعد أحداث أكتوبر 1988. 
نشر زيرام العديد من الكتب منذ عام 1995، بما في ذلك رواية "الحياة كذبة كبيرة" ومجموعة قصصية بعنوان "روح سابرينا" في عام 2000. في عام 2013، أصدر رواية "الرجل الذي لم يفهم شيئًا"، والتي وصفتها صحيفة "لو باريزيان" بأنها "حكاية إنسانية". كما نشر في نفس العام كتابًا بعنوان "تاريخ القبائل"، يقدم فيه ملخصًا لتاريخ هذه المنطقة على مدى 2500 عام. 
في يونيو 2018، نشر زيرام كتابًا بعنوان "معطوب لوناس، النهاية المأساوية لشاعر" بمناسبة الذكرى العشرين لاغتيال الشاعر والمغني معطوب لوناس. وفي أكتوبر 2018، أصدر رواية "النجوم تتذكر كل شيء"، التي تحكي قصة مقاومين قبائليين أنقذوا أطفالًا يهودًا في باريس عام 1942. 
يُعتبر زيرام كاتبًا ملتزمًا، حيث عارض الديكتاتورية في الجزائر من خلال كتبه ومقالاته. في يونيو 2020، تم تسمية مكتبة في تاوريرت، في منطقة القبائل العليا بأكفادو، باسمه تكريمًا له. 
بالإضافة إلى أعماله الأدبية، شارك زيرام في مختارات قصصية باللغة الفرنسية بعنوان "مدار الغياب، مختارات من القصة الجزائرية"، والتي ترجمها إلى العربية الكاتب والإعلامي الجزائري سعيد خطيبي. تضم هذه المختارات أعمالًا لعدة كتاب جزائريين، من بينهم علي مالك، سفيان حجاج، صفية كتو، وعبد الحكيم شعلال. 
في مقالاته الصحفية، أعرب زيرام عن آرائه حول الحراك الجزائري، معتبرًا أنه نجح في فضح طبيعة النظام العسكري في الجزائر، على الرغم من استمرار هذا النظام. وأشار إلى أن الحراك جمع نشطاء من مختلف التيارات، بما في ذلك الديمقراطيين، الإسلاميين، القوميين، الرأسماليين، والاشتراكيين، بهدف تغيير النظام بشكل سلمي وإقامة دولة قانون. 
تتضمن قائمة أعمال يوسف زيرام البارزة:
"الحياة كذبة كبيرة" (رواية)
"روح سابرينا" (مجموعة قصصية، 2000)
"أبناء الضباب" (مجموعة شعرية، 1995)
"حرب الأوهام" (دراسة بحثية، 2002)
"الرجل الذي لم يفهم شيئًا" (رواية، 2013)
"تاريخ القبائل" (دراسة تاريخية، 2013)
"معطوب لوناس، النهاية المأساوية لشاعر" (سيرة ذاتية، 2018)
"النجوم تتذكر كل شيء" (رواية، 2018)

يواصل يوسف زيرام إسهاماته في الأدب الجزائري من خلال أعماله المتنوعة التي تتناول قضايا اجتماعية، تاريخية، وسياسية.

## المسيرة المهنيّة
نشر يوسف زيرام وآخرين عن منشورات البيت بالجزائر مختارات قصصية بالفرنسيّة وترجمها إلى اللغة العربية الأديب والاعلامي والمترجم الجزائري سعيد الخطيبي. يتعلق الأمر بكتاب «مدار الغياب، مختارات من القصة الجزائرية» وهو الكتاب الذي ساهم فيه يوسف رفقة علي مالك أزرق أبي وسفيان حجاج وصفية كتو وعبد الحكيم شعلال، وعبد الرحمان زكار وحميد علي بوعصيدة، وليلى صبار وليلى حموتان، وسليم ياسين وحبيب أيوب، ورشيد ميموني وشوقي عماري حيث تخصص كل كاتبٍ/ة من هؤلاء في كتابة قصّة طويلة أو فقرة من الكتاب.
صدرت للصحفي يوسف رواية ثانية والتي حملت عنوان «طريق الخلود». حاول يوسف في هذه الرواية أن يُقارب جملة الصعوبات والمعوّقات الاجتماعية الحادّة التي من شأنها الحد من طموح المرأة الجزائرية، حيث يستنبط المؤلف حبكة الرواية من سرد تطورات الحياة اليومية لشابة جزائرية عاصمية تدعى أمينة، تقع فجأة ضحية اغتصاب من فعلة محرم، وتجد نفسها حاملًا، لتصطدم بعدها بمشاهدة مرحلة تحوّل والدها من رجل مسالم إلى أمير جماعة إسلامية، مما يدفعها إلى البحث عن ملجأ يخلصها من كابوس العيش في العائلة. إلا أنها تتخلى عن فكرة الهروب وترضى بإنجاب الطفل غير الشرعي لتحتضنه وتربيه، قبل أن تدرك لاحقا بأن ضروريات تربية طفل صغير تتطلب جملة من التكاليف المادية، مما يحتم عليها الانخراط ضمن شبكة دعارة مختصة قبل أن تلتقي دبلوماسيا فرنسيا عاملا في الجزائر يدعى ميشال، الذي يمنحها فرصة تغيير نظرتها إلى العالم ويحرك في ذاتها مشاعر الحب.

## آراء
رأى يوسف أن الحراك الجزائري نجح، على الرغم من أن النظام العسكري كان قائمًا في تلك الفترة، وأوضح زيرام في عمود نشرته صحيفة (لوماتان دالجيري): «الحراك، هذه الحركة الاحتجاجية السلمية، وبعد سنتين على انطلاقه، ما يزال موجودًا، وذلك على الرغم من الأزمة الصحية، والقمع الذي يمارسه النظام العسكري الجزائري ... الحراك نجح لأنه فضح أمام أنظار العالم برمته طبيعة النظام الجزائري: ديكتاتورية عسكرية.»
يرى يوسف زيرام أيضًا أنّ الاحتجاجات الجزائريّة كانت المرة الأولى التي يحلمُ فيها الجزائريون معًا، دون أي إكراه، بالحرية، والديمقراطية، والعدالة الاجتماعية، وبالكرامة، مبرزا أن الحراك يضم نشطاء من كافة التيارات: ديمقراطيون، إسلاميون، قوميون، رأسماليون، اشتراكيون وغيرهم.

## قائمة أعماله
هذه قائمةٌ بأبرز أعمال الكاتب والصحفي الجزائري يوسف زيرام:
- الحياة كذبة كبيرة
- روح صبرينة (مجموعة قصصيّة صدرت عام 2000)
- أبناء الضباب (مجموعة شعريّة صدرت عام 1995)
- حرب الضلال (دراسة بحثية صدرت عا 2002)